# 俄亥俄鎮區 (堪薩斯州內斯縣)
俄亥俄鎮區（英語：Ohio Township）為美國堪薩斯州內斯縣轄下的鎮區。2010年美国人口普查中該鎮區人口有252人。

## 地理
俄亥俄鎮區涵蓋總面積為297.83平方（114.99平方英里），其中297.83平方（114.99平方英里）為陸地，0平方（0平方英里）或0%為水域。海拔高度797（2,615英尺）。

## 人口統計
根據2010年美國人口普查，俄亥俄鎮區人口有252人，住房175戶，人口密度為0.85人/每平方公里。此鎮區居民之種族中，白人有238人，非裔美國人有7人，美洲原住民有1人，亞裔美國人有0人，太平洋島裔美國人有0人，其他種族有2人，混血種族則有4人。此外此鎮區有2人為西班牙裔或拉丁裔美國人。

## 交通

### 主要公路
- 4號堪薩斯州州道